# Théo, le fumeur de pipe

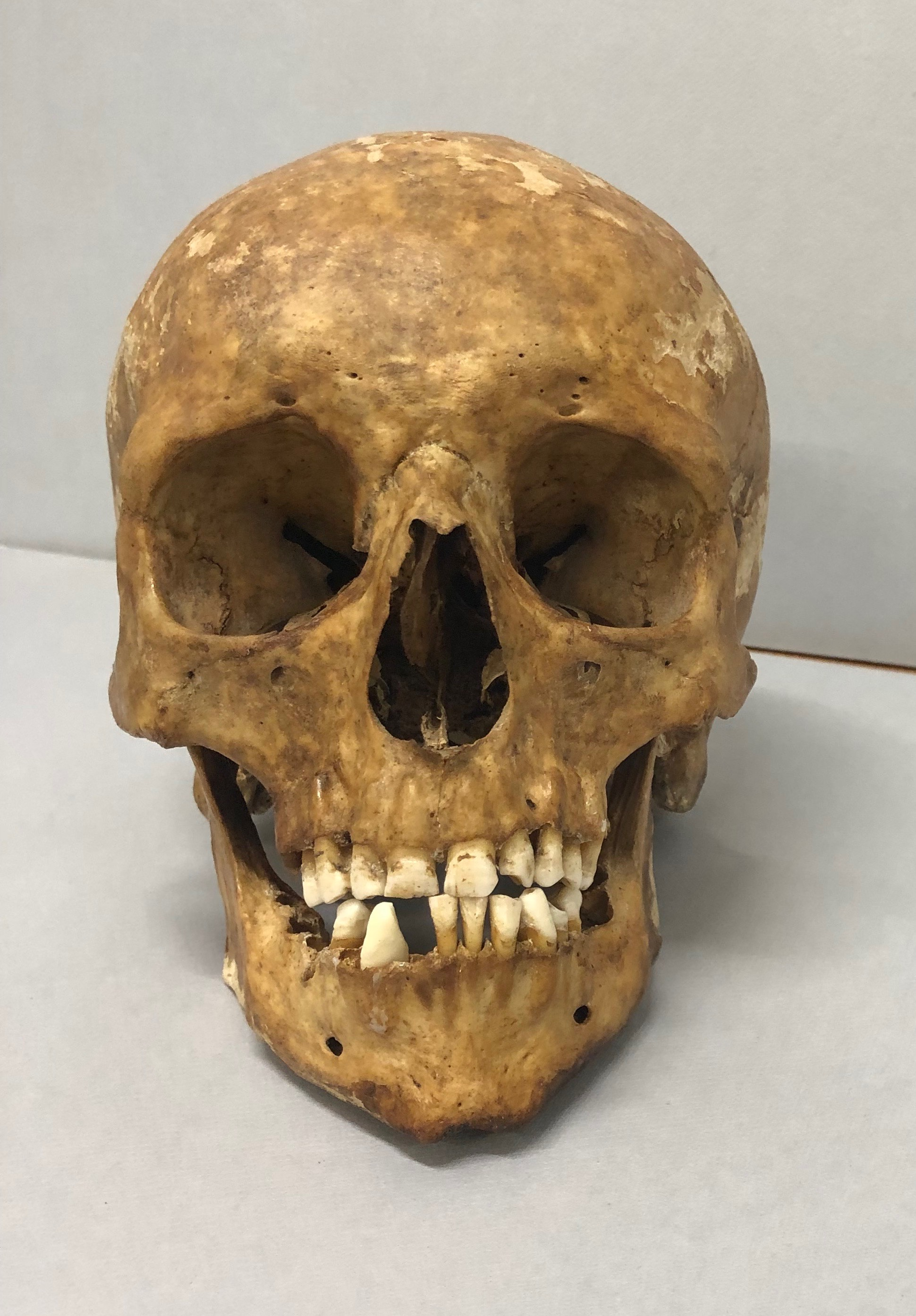
Crâne de Theo

Théo, le fumeur de pipe (* vers 1790 ; † vers 1820 dans le Petit-Bâle) désigne un individu de sexe masculin dont le squelette a été découvert en 1984 dans le Petit-Bâle, dans un cimetière désaffecté destiné aux indigents, à proximité de l’église Saint-Théodore, à laquelle il doit son prénom fictif.

## Le Petit-Bâle vers 1800
Si le Petit-Bâle se rattache depuis le Moyen Âge  à la ville de Bâle il a conservé à plusieurs égards une certaine indépendance, de par sa situation sur la rive droite du Rhin. Il hébergeait de petits artisans issus de la classe moyenne, avec leur famille et leurs domestiques. Le recensement de 1799 révèle qu’environ 3 000 habitants vivaient dans le Petit-Bâle, densément peuplé, auxquels venaient s’ajouter les personnes non recensées, gens de passage ou journaliers. À la naissance de Théo, la «Mittlere Brücke» («pont du milieu») était dans la région le seul pont permettant de franchir le Rhin. Le pont appelé «Wettsteinbrücke» n’a en effet été construit qu’en 1879.
Autrefois, c’est un réseau de canaux alimentés par la rivière Wiese qui constituait l’artère vitale du Petit-Bâle, appelé «Teich» (étang) par ses habitants: scieries, teintureries, foulons,  tanneries , moulins à céréales, à plâtre ou à tabac s’égrenaient ainsi au fil de l’eau. En 1823, le «Teich» actionnait au total 64 roues à aubes, dont 34 appartenaient à des moulins à céréales.
L’eau des canaux était souillée par les déchets et les matières fécales qu’on y déversait. Le «Teich» du Petit-Bâle ne fut remblayé qu’entre 1907 et 1917. Aujourd’hui, la ruelle appelée «Teichgässlein», entre le fossé du «Claragraben» et l’Ochsengasse, évoque encore ce fragment d’histoire.
Les parties orientales et méridionales du Petit-Bâle étaient dépourvues de canaux ; les gens y vivaient de l'agriculture et de la viticulture, ou travaillaient comme bateliers sur le Rhin.

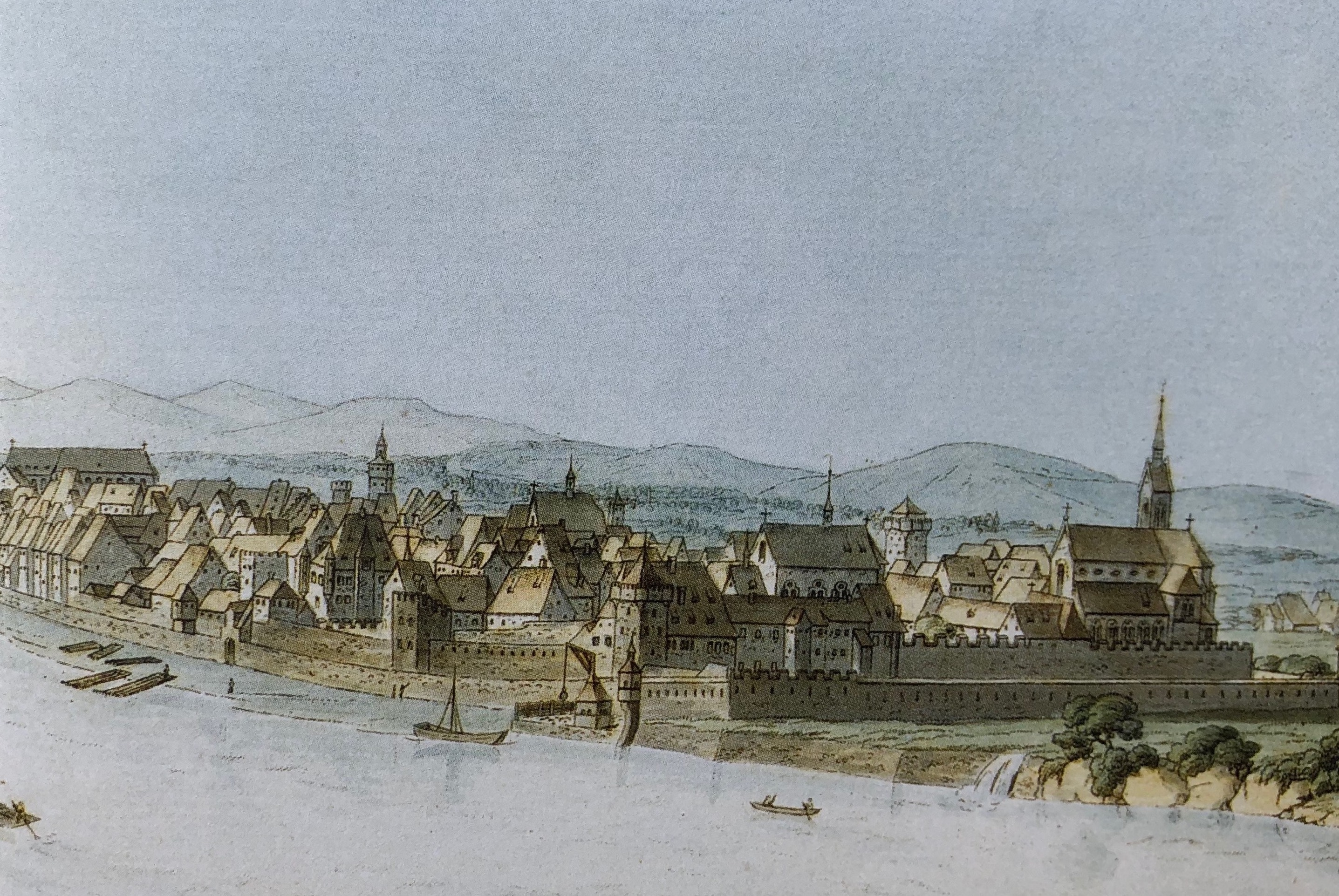
Le Petit-Bâle vers 1795 ; à droite, l’église Saint-Théodore. Gravure de Christian von Mechel (détail)
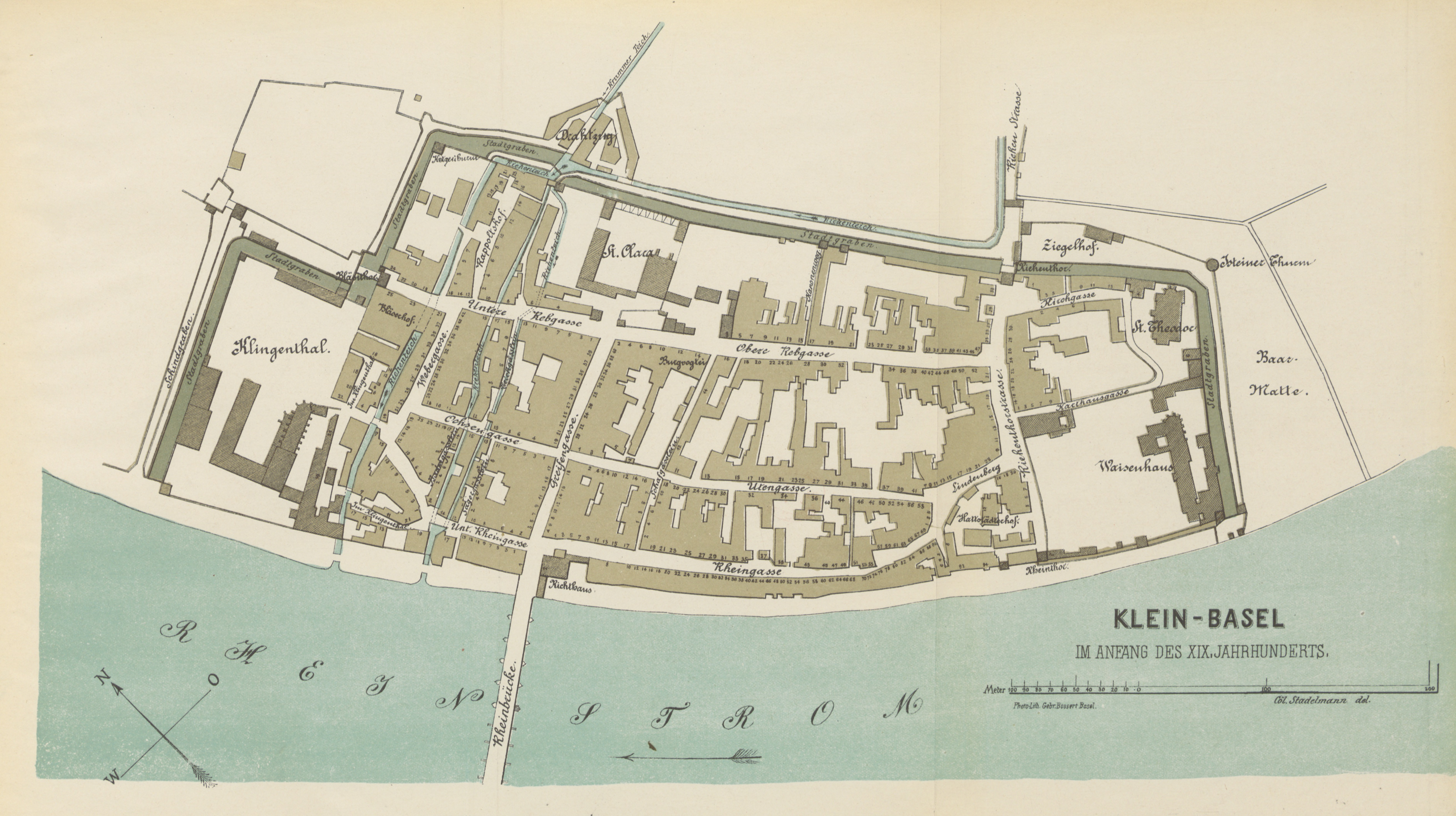
Le Petit-Bâle au début du 19e siècle

## Le cimetière
En 1779, Remigius Merian, membre du Conseil, acheta les vignes  situées à l’ouest de l’église Saint-Théodore. Après les vendanges, il y fit agrandir le cimetière, mesure qui s’imposait de longue date. Le premier enterrement y fut organisé le 5 octobre 1779. Le nouveau cimetière, ceint d’un mur, fut dénommé «Merianscher Totenacker», selon le nom de l’ancien propriétaire de la parcelle. Bientôt au maximum de sa capacité, il avait essentiellement accueilli des gens issus de la classe populaire. On ouvrit deux nouveaux cimetières, le «Kleeacker» en 1805 et le «Mättelein» en 1831, mesure qui, elle aussi, allait se révéler insuffisante à long terme. Pour faire face à la croissance de la population, on inaugura un nouveau cimetière en 1832, situé cette fois-ci hors des murs, à l’endroit occupé aujourd’hui par la place de la foire. Le cimetière de Merian, près de l’église Saint-Théodore, fut fermé le 1er mai 1833.
Durant ces 54 années, on recensa 4 332 décès dans le Petit-Bâle. Ces défunts ont été ensevelis dans les divers cimetières, en majorité dans celui de Merian, qui accueillait les artisans, petits commerçants, cochers ou pêcheurs du Petit-Bâle et leur famille. Chaque mort a été inscrit dans le registre des décès de la paroisse Saint-Théodore, avec son prénom et son nom de famille, son âge et souvent aussi sa profession et son origine. Aujourd’hui, l’école Saint-Théodore, construite en 1855/56, se dresse à l’emplacement de l’ancien cimetière.

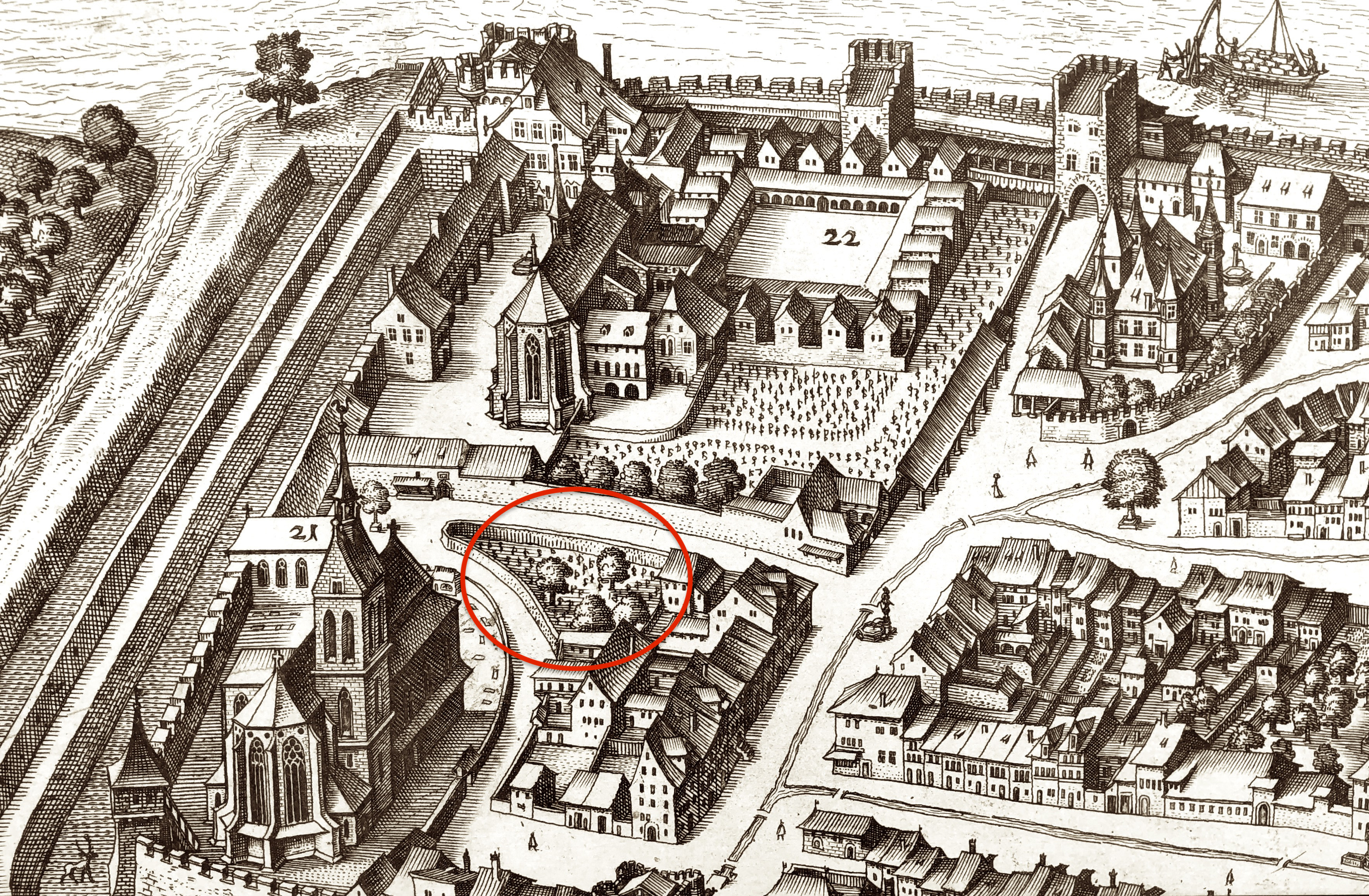
Situation du cimetière de l’église Saint-Théodore, où poussaient autrefois des vignes. Illustration tirée du plan de Matthäus Merian, 1615
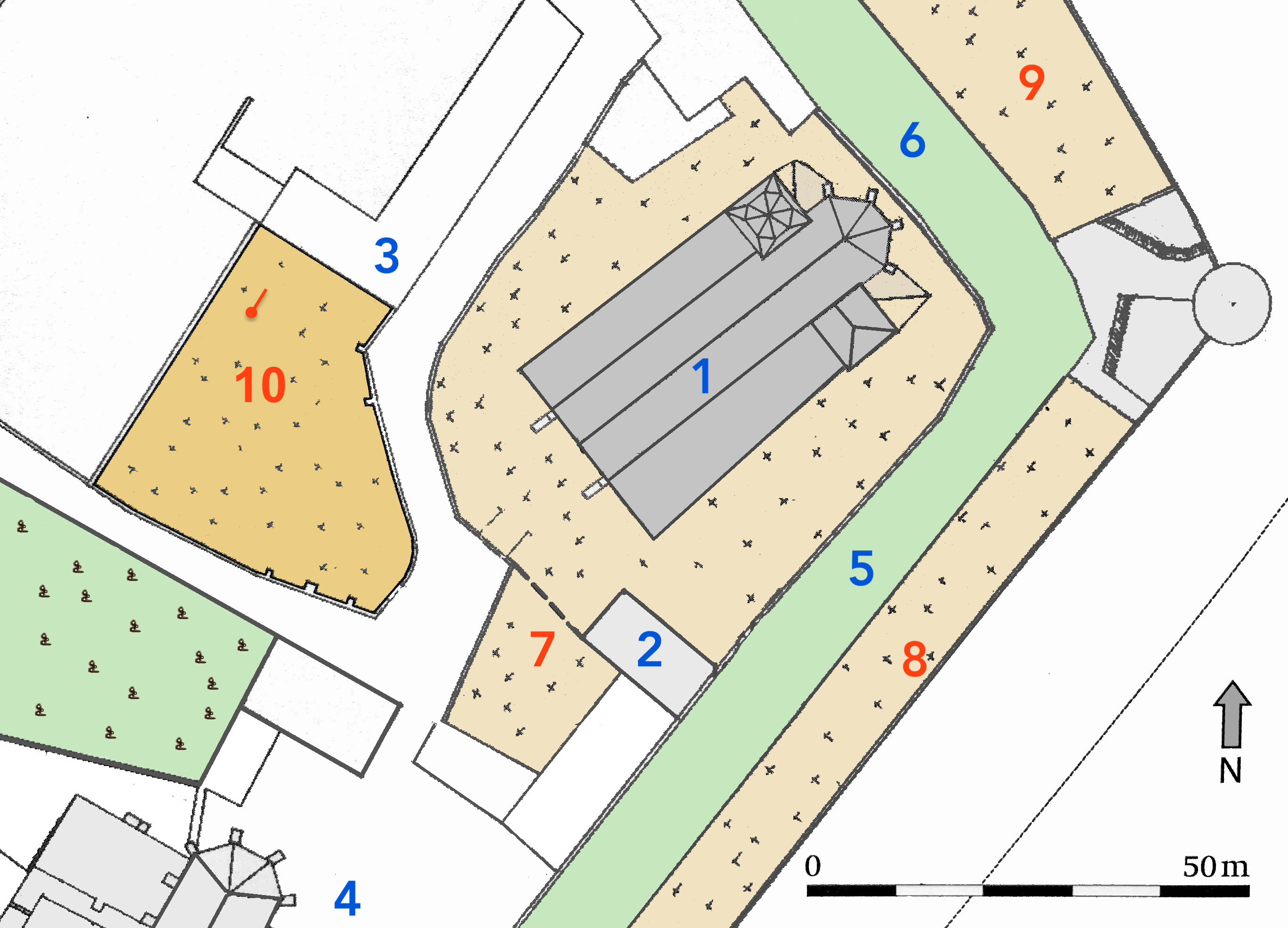
Plan de Situation: 1. Église Saint-Théodore 2. Allerheiligenkapelle 3. Pfarrhof 4. Kartausgasse 5. Theodorsgraben 6. Claragraben 7. Cimetière particulier 8. Cimetière «Kleeacker» 9.Cimetière «Mättelein» 10. «Merianscher Totenacker» avec la tombe de Théo
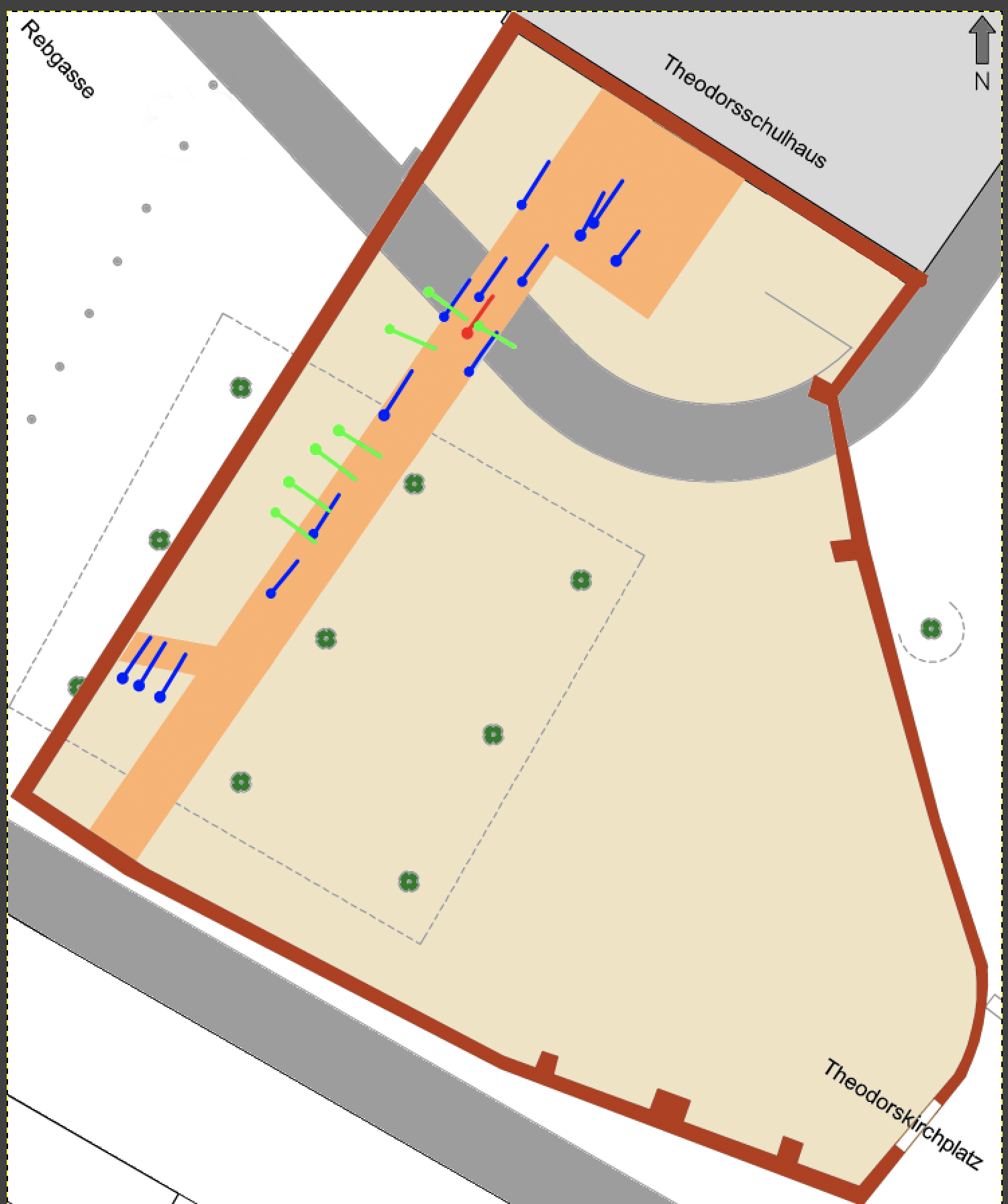
Zone de l’ancien cimetière de Merian. Les fouilles de 1984 sont marquées en couleur. Bleu: zone se rattachant à la phase récente, vert: phase ancienne, rouge: sépulture de Théo.

- Plan de Situation:
1. Église Saint-Théodore
2. Allerheiligenkapelle 
 3. Pfarrhof 
 4. Kartausgasse 
5. Theodorsgraben 
 6. Claragraben
7. Cimetière particulier
8. Cimetière «Kleeacker»
9.Cimetière «Mättelein»
 10. «Merianscher Totenacker» avec la tombe de Théo
- Zone de l’ancien cimetière de Merian. Les fouilles de 1984 sont marquées en couleur. Bleu: zone se rattachant à la phase récente, vert: phase ancienne, rouge: sépulture de Théo.

## La découverte

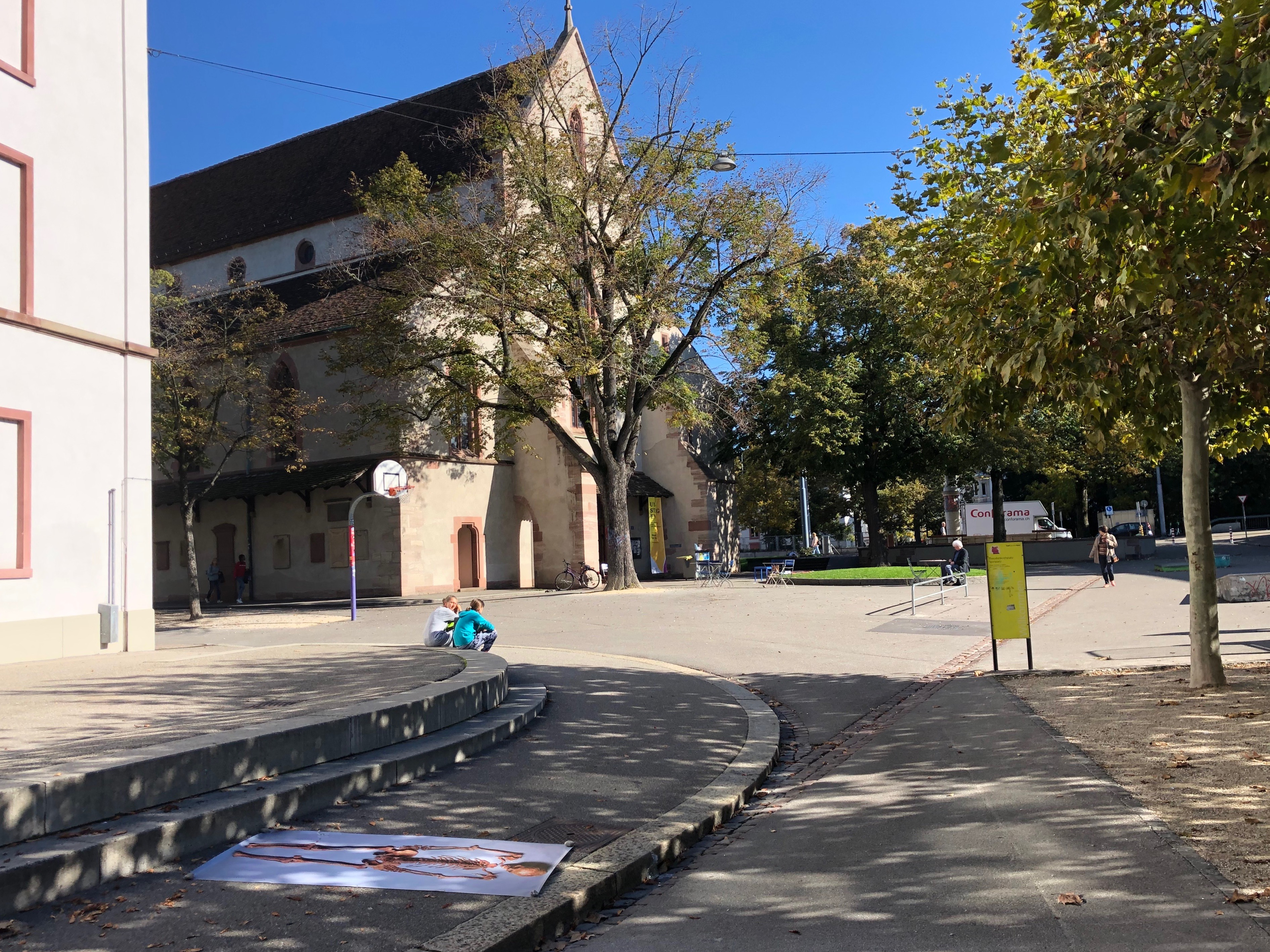
Emplacement de la découverte, sur le trottoir de la Rebgasse. En arrière-plan: l’église Saint-Théodore

En 1984, il a fallu installer une pompe à chaleur dans ce bâtiment scolaire, et donc poser de nouvelles canalisations. L’existence probable de tombes à l’ouest de l’église Saint-Théodore, à côté de l’école, était connue du service archéologique du canton de Bâle-Ville, qui a donc mis en place un suivi des travaux. Durant l’hiver 1984, les ouvriers ont découvert les vestiges de 24 sépultures dans la zone occidentale de l’ancien cimetière de Merian.
Théo reposait dans la tombe 19, au beau milieu d’un empilement de six cadavres. Il avait été placé en décubitus dorsal, orienté sud-ouest/nord-est ; on a relevé les traces fugaces d’un cercueil. Lors des investigations archéologiques, son squelette a été prélevé sans les pieds, qui sont demeurés dans le sol: le risque d’effondrement étant élevé, on n’a pas pu creuser la paroi de la fosse pour les dégager. Par rapport à la tombe de Théo, les sépultures voisines (15, 17 et 22) étaient tournées à 90 degrés et orientées nord-ouest; les défunts y avaient été enterrés à une profondeur moindre. La tombe de Théo a fourni une datation postérieure à ces tombes. Ces observations révèlent que Théo a été enseveli avant la dernière phase du cimetière. Le fait qu’une partie des sépultures appartenant à la phase ancienne se trouve à une cote d’altitude plus élevée que celles de la phase récente pourrait être lié à une modification du règlement sur les obsèques, en date du 25 février 1814 («Verordnung bezüglich der Leichenbestattung» (Réglementation concernant les funérailles): les personnes décédées du typhus devaient être ensevelies à grande profondeur, afin d’éviter que des «vapeurs toxiques» ne remontent à la surface. Les archéologues en ont déduit que cette modification du mode d’inhumation était peut-être liée à la grande épidémie de typhus qui, en 1814, fit des ravages parmi la population bâloise. Les tombes anciennes étaient orientées nord-ouest/sud-est et creusées à faible profondeur, alors que celles se rattachant à la phase plus récente étaient orientées sud-ouest/nord-est, et plus profondes.
Il semble donc que Théo n’ait été enterré ni au début de cette phase récente d’inhumation en 1814, ni à la fin de l’exploitation du cimetière en 1833, mais bien dans les années 1820. Au total, on a prélevé 24 squelettes, qui ont été déposés au Musée d’histoire naturelle de Bâle et intégrés aux collections.

## Le projet
Généralement, les squelettes identifiés sur le plan historique sont ceux de personnes appartenant à la couche sociale supérieure: souvent, ces personnages ont été ensevelis dans des églises, et les circonstances de l’inhumation sont bien documentées. Le projet visant à identifier Théo fait figure d’exception, puisqu'il implique une personne anonyme appartenant à la classe défavorisée.
À Bâle, les recherches liées au squelette de Théo et à sa personne ont donné le coup d’envoi du projet de «Science participative» (BBS, Bürgerforschung Basel), qui compte aujourd'hui (2020) près de 70 collaborateurs et collaboratrices scientifiques bénévoles, qui retranscrivent des sources historiques et gèrent de grandes quantités de données. Les nombreux documents des archives du canton de Bâle-Ville relatifs aux 18e et 19e siècle, qu’il s’agisse de documents écrits ou graphiques, ont grandement facilité les recherches. Sciences et lettres ont collaboré pour se compléter, avec une fonction-clé accordée à la recherche généalogique. Le projet est placé sous la responsabilité de l’anthropologue Gerhard Hotz, conservateur au Musée d’histoire naturelle de Bâle. Un autre projet de science participative aura permis d’effectuer des investigations poussées sur la personne d’Anna Catharina Bischoff.

## Premiers examens
En 2004, dans le cadre de travaux pratiques organisés par l’Institut d’archéologie préhistorique et scientifique (IPNA) de l’ Université de Bâle deux étudiants se sont penchés sur le squelette de la tombe 19: l’anthropologue Simon Kramis et l’historien Fabian Link ont remarqué deux encoches quasi semi-circulaires dans la dentition du jeune homme, piquant la curiosité des chercheurs. On a ensuite procédé à un examen plus poussé du squelette, qui a permis de conclure qu’il appartenait à un homme décédé à l’âge de 28-32 ans.
On ignore où Théo est né. Pratiquée sur trois molaires une analyse des isotopes du strontium a révélé que Théo avait très vraisemblablement vécu dans la région de Bâle jusqu’à l’âge de 14 ans. Des analyses effectuées sur de l’os et sur du cément dentaire ont montré qu’il avait, dans sa jeunesse, traversé aux moins deux phases de stress, et qu’il souffrait d’un début d’arthrose Théo ne mesurait qu’1,60 m, bien qu’il se soit nourri de manière équilibrée durant sa croissance. Il n’était donc pas issu de la population la plus pauvre. L’analyse des clavicules et des ossements des bras a révélé que Théo était droitier  et qu’il travaillait sans doute comme artisan.
Théo est mort trop jeune: au 19e siècle, l’ espérance de vie d’un trentenaire était de 49 ans. Durant les années précédant son décès, il s’était nourri sainement et en quantités suffisantes: son squelette ne présente aucune trace de maladie sévère ou de grave carence alimentaire. De quoi est-il donc décédé? Peut-être d’une blessure touchant les tissus mous, ou d’une maladie infectieuse à évolution galopante, ne laissant pas de traces sur le squelette.

## Dentition

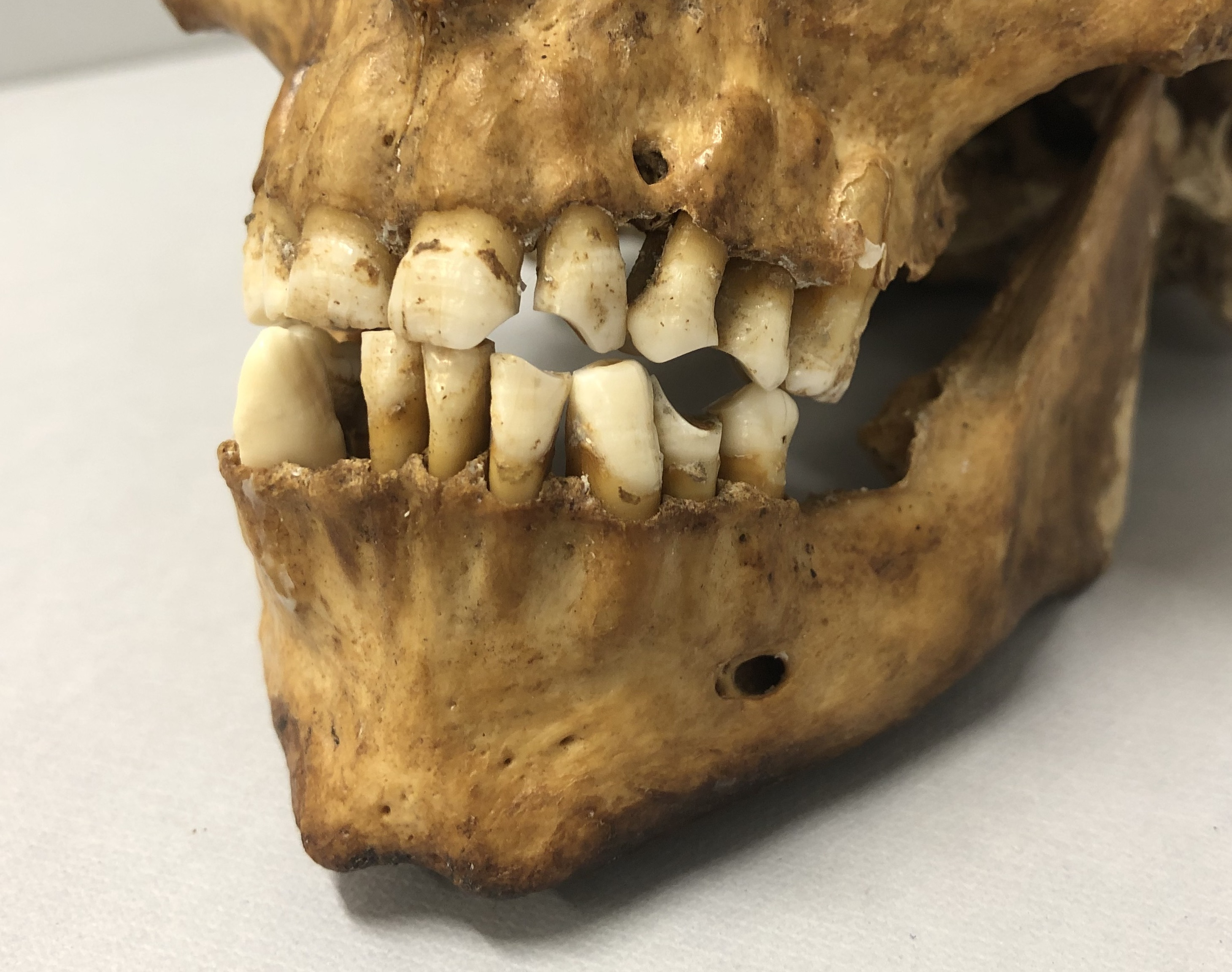
Dentition, avec les deux encoches caractéristiques

Théo avait les dents très cariées voire dévitalisées. On relèvera par ailleurs les encoches ovales mentionnées plus haut, situées dans la moitié gauche de sa bouche et formant une section quasi circulaire lorsque la mâchoire est entrouverte. Des analyses au microscope électronique à balayage ont révélé de fines traces de grattage, permettant de conclure à un phénomène d’usure par le bec en terre d’une pipe, dû aux grains de quartz qu’il contenait.
Entre le 17e et le 19e siècle, de telles abrasions sont apparues quasiment dans le monde entier, puisque les pipes en terre étaient alors largement répandues. On pouvait la fumer sans la tenir de la main, et donc en travaillant: au sein de la classe sociale populaire assignée à un dur labeur, les fumeurs invétérés étaient nombreux.
Le bec en argile, plus dur que l’ émail des dents, finissait par user ce dernier, faisant apparaître la dentine  Cette substance plus molle s’usait plus rapidement encore, et le processus s’accélérait: après cinq à dix ans d’utilisation intense de la pipe, des encoches se formaient sur les dents qui pinçaient le bec. Théo a donc fumé la pipe durant des années, et travaillait comme artisan.

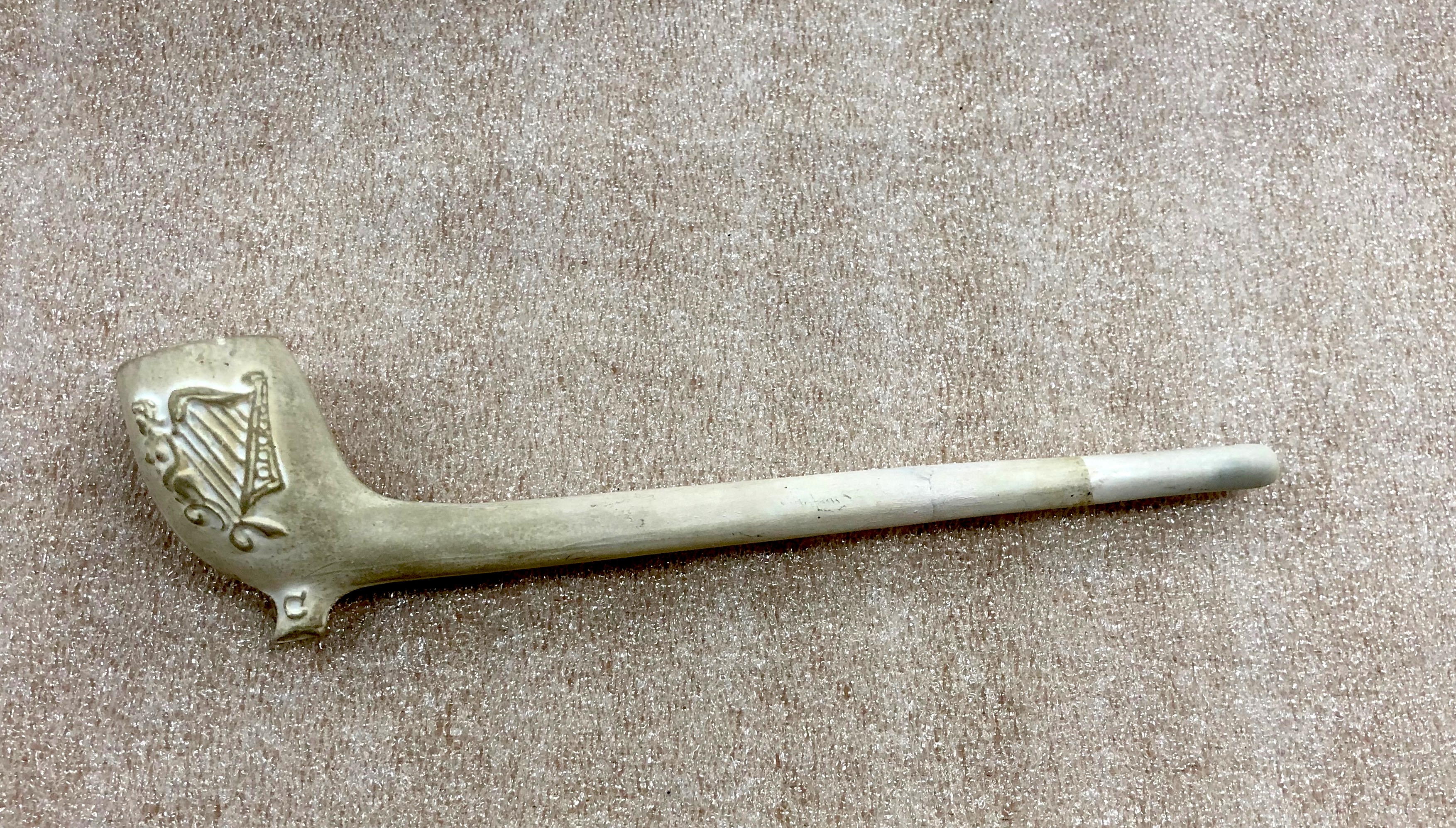
Pipe en terre telle que celle que Théo aurait pu posséder
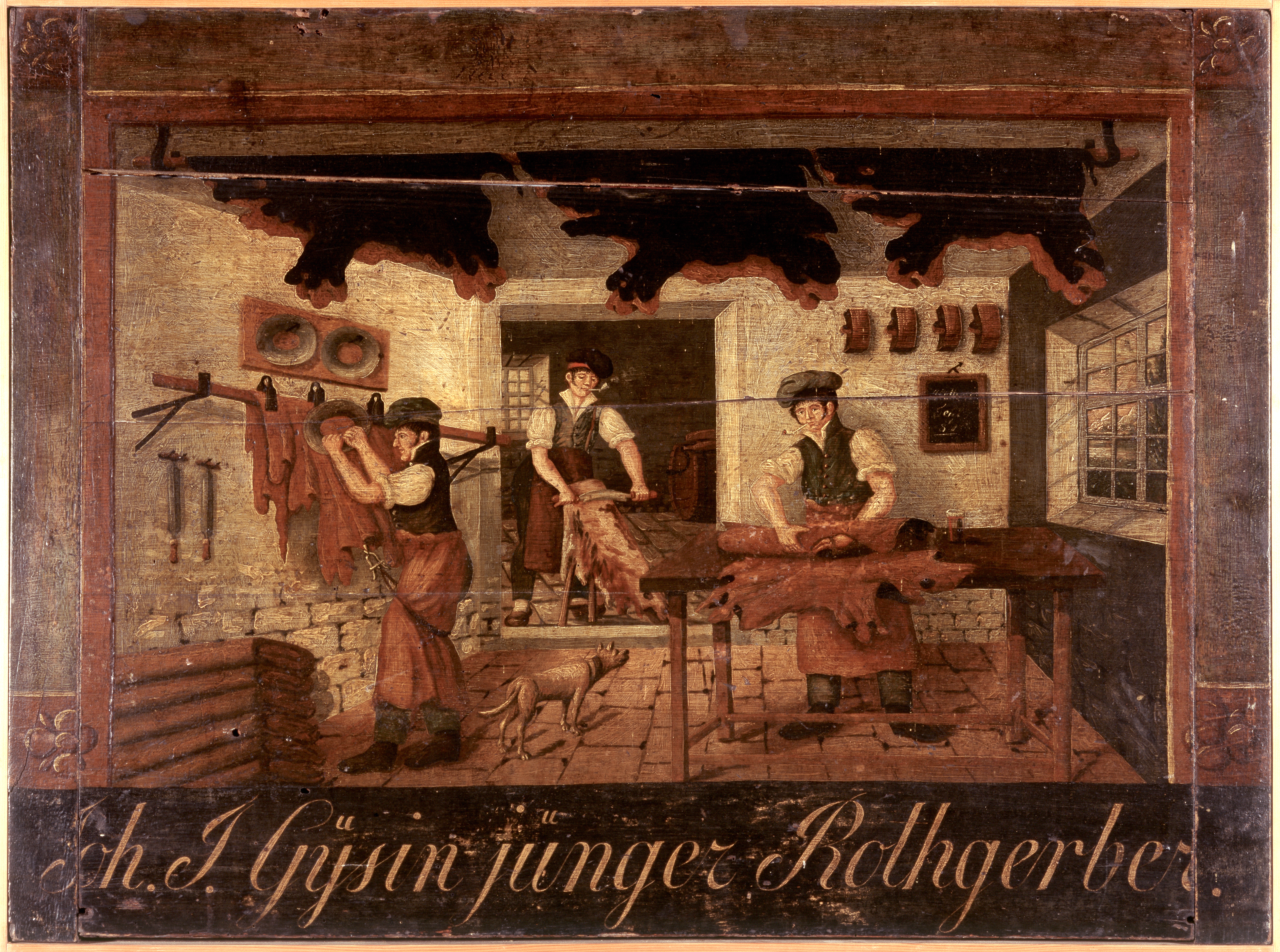
Deux tanneurs  pipe à la bouche. Enseigne en bois, Liestal, vers 1820
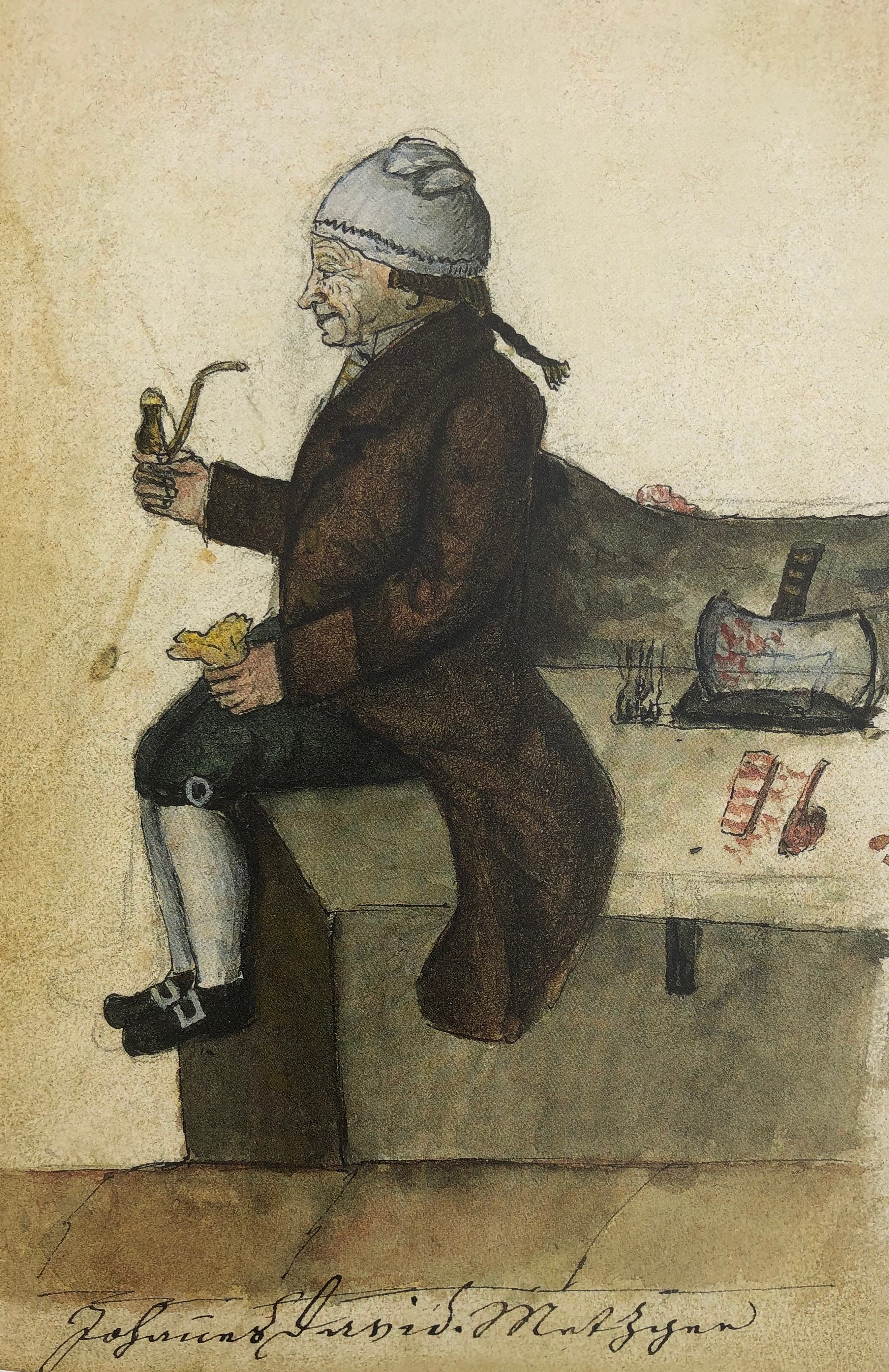
Maître boucher Johannes David Bienz (1755–1829) avec une pipe à couvercle ; aquarelle de Wilhelm Oser, vers 1820

## Qui donc était Théo?
Dans le petit cimetière de Merian, utilisé du 5 octobre 1779 au 1er mai 1833, ni stèle funéraire, ni panneau commémoratif, ni plan de situation ne rappelaient qui étaient les défunts inhumés là. Par contre, grâce aux archives de Bâle-Ville, on dispose du registre des décès de la paroisse de Saint-Théodore, avec mention du nom, de la profession, de l’âge et du lieu de naissance de chaque personne décédée dans le Petit-Bâle. L’emplacement où le défunt fut inhumé n’est pas mentionné: église Saint-Théodore, cimetière de Merian, ou l’un des autres cimetières du Petit-Bâle?
Parmi les 4 334 personnes décédées dans le Petit-Bâle entre le 5 octobre 1779 et le 1er mai 1833, 2069 étaient de sexe masculin: l’une d’entre elles doit être Théo. Puisque l’âge du personnage est estimé à 30 ans environ, tous les candidats décédés avant 26 ans ou après 34 ans ont pu être exclus, ce qui réduit leur nombre à 134 individus. Dans un registre particulier, le «Steinbuch», on a découvert pour 16 individus de sexe masculin qu’ils avaient été ensevelis dans l’église Saint-Théodore. Ces 16 personnes étaient issues de la couche sociale aisée, puisqu’en mesure de s’offrir un meilleur lieu de sépulture. Il restait donc 118 noms. Comme Théo se rattachait à la phase récente des sépultures, que les archéologues mettent en rapport avec la grande épidémie de typhus de 1814, on a tracé dans la liste tous les hommes morts après 1814. Il restait 25 individus de sexe masculin. Cependant, le lien avec l’épidémie de typhus n’est à ce jour pas démontré.  Si cette hypothèse se révélait erronée, il faudrait concentrer les recherches sur les personnes décédées avant 1814.
Théo travaillait la pipe à la bouche, alors qu’il était interdit de fumer dans les métiers du bois et des textiles: il ne pratiquait vraisemblablement pas une telle profession. Théo travaillait sans doute dans un métier requérant de bonnes capacités motrices fines, peut-être comme cordier, boulanger ou tailleur,.
Toutes les informations concernant Théo et son quotidien ont été rassemblées dans une base de données. Elle tenait compte de tous les candidats à l’identité de Théo, en attribuant à chacun une certaine probabilité d’être la personne recherchée, sur la base des informations sur le profil de Théo. En 2008, la banque de données recelait encore 12 candidats « en tête de liste », dont la probabilité d’être Théo était de 96%.
En 2008/2009, on a tenté pour la première fois d’isoler l’ ADN du squelette de Théo. On est parvenu à extraire de la dentine non contaminée d’une molaire, et à en isoler des fragments du génome mitochondrial. L’ADN mitochondrial est transmis par la mère à ses enfants, et seules les filles peuvent donc le donner à la génération suivante. Pour découvrir si l’un des candidats en tête de liste était Théo, il fallait trouver des descendants sur la ligne maternelle, afin de comparer leur ADN à celui du fumeur de pipe. Les recherches généalogiques sur les lignées maternelles sont complexes et chronophages, puisque les femmes prenaient à chaque mariage le nom de leur époux.

## La recherche des descendants
Grâce à des recherches généalogiques  les 12 noms ont permis de déterminer quinze descendants possibles, issus des candidats en tête de liste. Le 10 mars 2010, ils ont été communiqués à la presse, avec la liste des douze individus, dans l’espoir que des descendants encore en vie reconnaissent des parents. La télévision, la radio et la presse écrite ont relayé le message.
Pour garantir la protection des données personnelles, on a veillé à ne publier les noms des descendants potentiels que lorsqu’ils étaient décédés depuis au moins cent ans, conformément à la législation en vigueur,.
| possible descendants | possible descendants | possible descendants | possible descendants | possible descendants  |
| -------------------- | -------------------- | -------------------- | -------------------- | --------------------- |
| nom                  | prénom               | naissance            | mort                 | lieu                  |
| Brogli               | Otto                 | 1887                 | 1924                 | Mulhouse              |
| Bürgin               | Adelheid             | 1875                 | ?                    | Francfort / Montreux  |
| Catelli-Sacher       | Emma                 | 1896                 | 1972                 | Sissach               |
| Cavaignac-Spitteler  | Bertha               | 1874                 | 1948                 | Argentine             |
| Erni                 | Albert               | 1880                 | 1955                 | Rothenfluh            |
| Erni                 | Maria                | 1886                 | 1964                 | Rothenfluh            |
| Sacher               | Frieda               | 1902                 | 1979                 | Gelterkinden          |
| Sacher               | Rosa                 | 1894                 | 1965                 | Gelterkinden          |
| Senn                 | Heinrich             | 1887                 | 1949                 | Bâle                  |
| Senn                 | Johannes             | 1883                 | 1960                 | Bâle                  |
| Spitteler            | W. Eugen             | 1866                 | 1937                 | Baradero, Argentine   |
| Spitteler-Zocu       | W. Theophil          | 1870                 | 1927                 | San Carlos, Argentine |
| Wirz                 | Adolf                | 1907                 | 1984                 | Bâle                  |
| Wüthrich             | Karl                 | 1906                 | 1984                 | Bâle                  |
| Wüthrich             | Max                  | 1904                 | 1985                 | Bâle                  |

Finalement, vingt personnes se sont manifestées, dont la plupart descendaient effectivement des personnes susceptibles d’être Théo. Comme il s’agissait de descendants de la ligne paternelle, elles n’étaient pas porteuses de l’ADN mitochondrial, et on n’a donc pas pu effectuer de comparaisons de profils ADN. C’est pour cela qu’on a adapté le procédé de recherches généalogiques à partir de la liste des douze personnes entrant en ligne de compte, on a recherché des descendants potentiels au moyen de recherches généalogiques complexes. Souvent, les lignes de parenté s’interrompaient, et il était impossible de découvrir des descendants encore en vie. À une exception près, soit pour Johannes Bieler; mais la concordance ADN allait s’avérer négative, et Bieler a dû être retiré de la liste des 12 candidats. N’en resta plus que onze:
| onze candidats | onze candidats | onze candidats      | onze candidats | onze candidats     | onze candidats           |
| -------------- | -------------- | ------------------- | -------------- | ------------------ | ------------------------ |
| ID-Nr.         | nom            | prénom              | âge            | année de naissance | profession               |
| 1              | Bender         | Christian Friedrich | 33             | 1784               | Maître verrier           |
| 2              | Itin           | Achilles            | 31             | 1786               | Père: Soldat de la ville |
| 3              | Kestenholz     | Peter               | 29             | 1789               | Chaudronnier             |
| 4              | Gessler        | Johann Jakob        | 32             | 1782               | Tanneur                  |
| 5              | Merian         | Johann              | 30             | 1784               | Père: Cordier            |
| 6              | Lang           | Niklaus             | 28             | 1794               | Employé de commerce      |
| 7              | Schmid         | Johann Jakob        | 33             | 1782               | Constructeur de moulins  |
| 8              | Kunz           | Valentin            | 33             | 1789               | Savonnier                |
| 9              | Perrot         | Franz Georg         | 26             | 1793               | Employé de commerce      |
| 10             | Wohnlich       | Friedrich           | 31             | 1783               | Boulanger                |
| 11             | Hediger        | Jakob               | 27             | 1789               | Ouvrier de fabrique      |

Derrière ces noms se cachent des destins parfois tragiques. Les données sur les conditions de vie et la situation familiale des deux premiers candidats reposent sur les recherches des généalogistes du projet de science participative (BBS), Marina Zulauf, Ursula Fink, Diana Gysin et Beat Stadler, qui ont passé diverses archives au peigne fin, sur les recherches généalogiques et sur celles portant spécifiquement sur les métiers. Tous les résultats proviennent de documents en lien direct avec les deux individus de sexe masculin.
Il est très probable que Théo se soit en réalité appelé Christian Friedrich Bender ou Achilles Itin. Étant donné qu’aucun descendant n’a été retrouvé dans la ligne maternelle, il n’est pour l’instant pas possible de les identifier avec certitude. Ces deux hommes ont pour point commun qu’ils étaient «issus de l’immigration», et que leur famille est venue à Bâle dans l’espoir d’y trouver un avenir meilleur. Seul Bender est parvenu à se construire une existence. Sur les dix candidats, deux se sont suicidés.

### Christian Friedrich Bender (1783–1816)

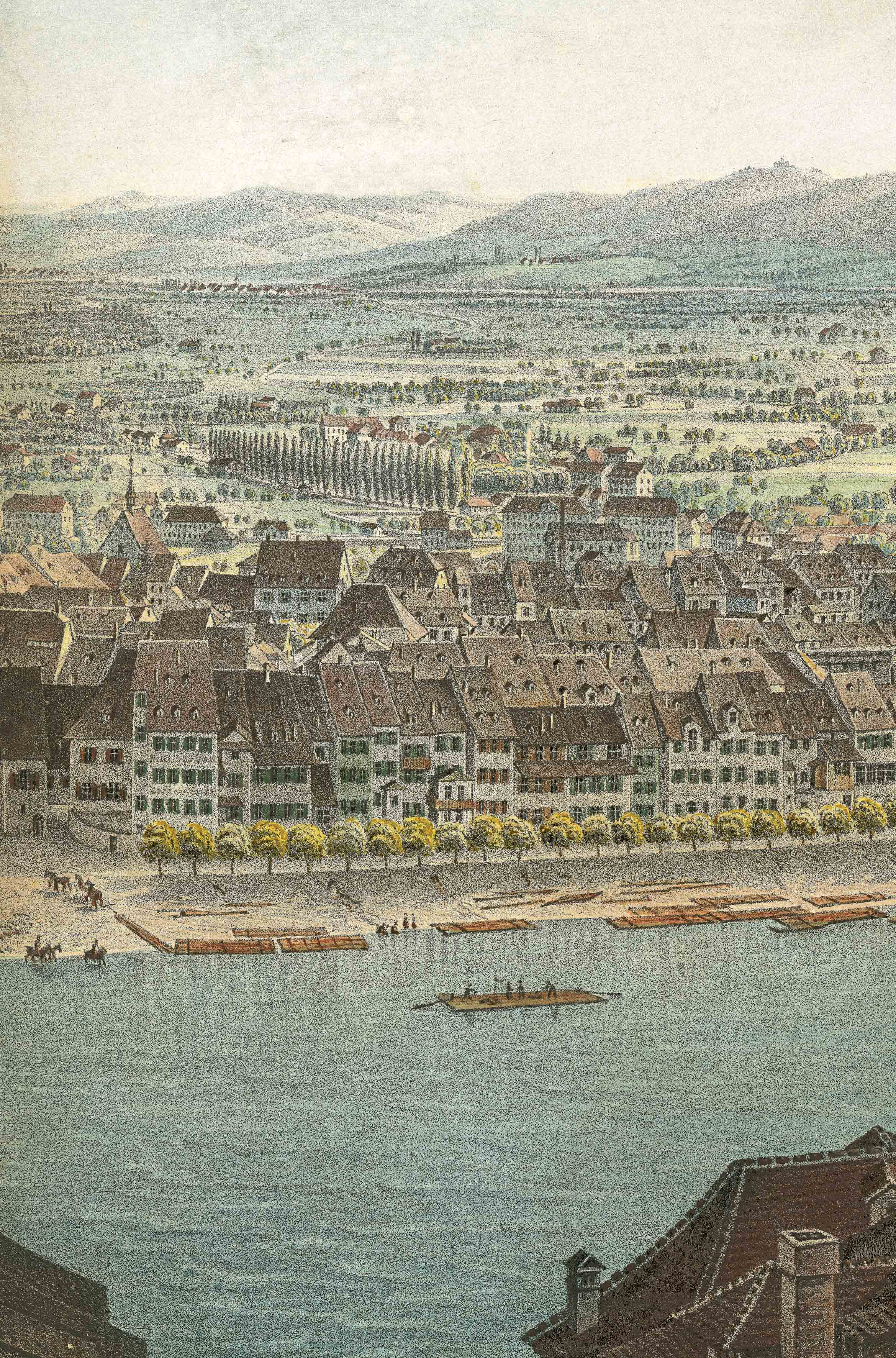
Rive du Rhin à Bâle, vers 1842. La famille Bender vivait dans la cinquième maison d’Anton Winterlin (détail)

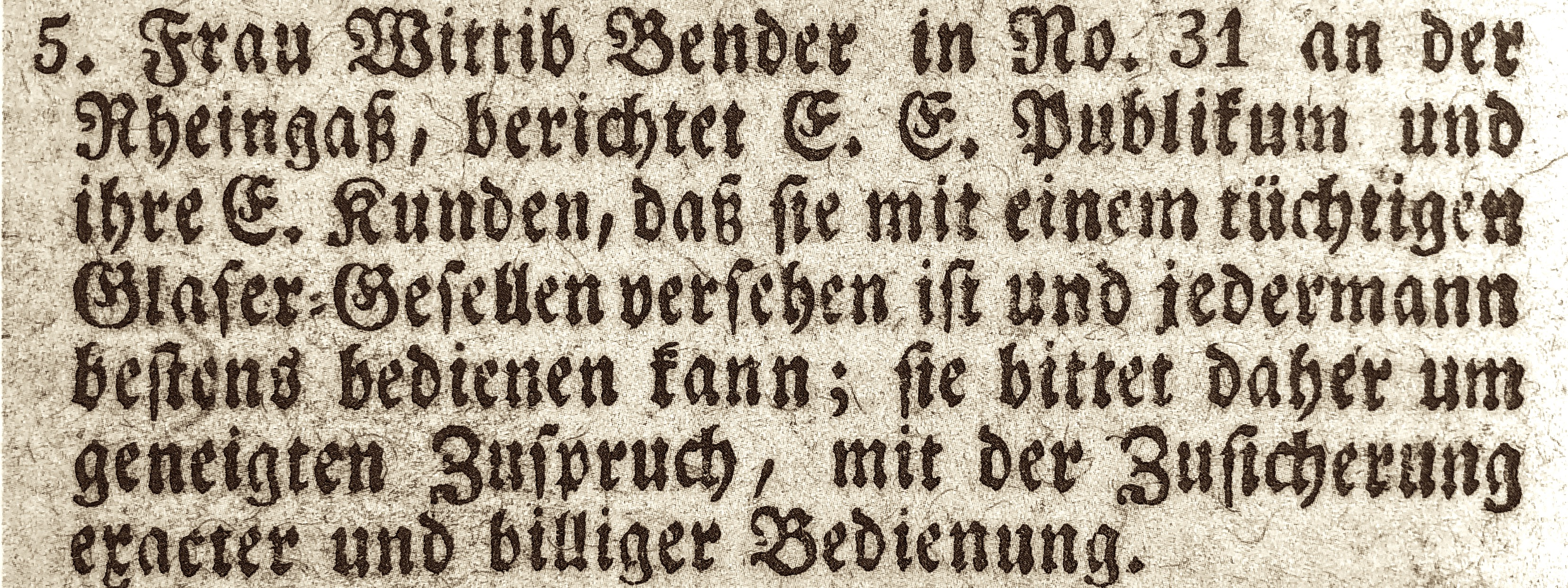
Annonce de la veuve Bender dans la feuille d’avis, une semaine après le décès de Christian Bender.

Christian Friedrich Bender est né le 23 décembre 1783 à Bouxwiller, dans le département du Bas-Rhin. En octobre 1808, en vertu d’une autorisation d’établissement et de travail qui lui permettait de travailler à Bâle comme verrier, il a rejoint la corporation «Zum Himmel». On ignore quand et pourquoi il s’est rendu à Bâle. Le 30 septembre 1806, il a épousé Sara Bauler, la fille d’un maître tailleur aisé. La famille Bender habitait dans une étroite maison de deux étages située à la Rheingasse 21. Au moment du décès de Bender, cinq des neuf enfants du couple étaient encore en vie.
Le 16 novembre 1816, à six heures du matin, Bender se suicida en se tranchant la gorge d’un coup de lame de rasoir  L’entaille fut effectuée avec force, allant jusqu’aux vertèbres cervicales. Son épouse Sara indiqua qu’elle avait tenté de le secourir, mais qu’il la repoussa avec violence, se tranchant une seconde fois la gorge. Il n’effectua pas de «coup d’essai», comme les suicidaires le font souvent lors de ce type de blessures.
Le jour-même, on mena trois investigations officielles, dont les descriptions détaillées consignées dans les procès-verbaux fournissent une abondance de renseignements sur une famille moyenne du 19e siècle. Selon son épouse, Bender, aurait souffert de «troubles de l’humeur», qui auraient été à l’origine de son passage à l’acte; elle le mit sur le compte de doutes religieux et de crises d’anxiété. Peut-être que la veuve voulait faire croire à une maladie, pour que son mari soit inhumé en terre consacrée, et non à l’extérieur du cimetière, sort réservé alors aux suicidés.
Aujourd’hui, de nombreux éléments des circonstances de sa mort permettent d’évoquer l’intervention d’un tiers. Comme on l’apprend en lisant les procès-verbaux, les lieux furent transformés après le décès. Pourquoi, à une heure aussi matinale, le chirurgien arriva-t-il si rapidement sur place ? Pourquoi, avec son aide, le corps fut-il déplacé, du sol de la chambre à coucher au lit de la pièce voisine ? Bender se serait suicidé debout. Pourquoi les draps du lit de la chambre à coucher étaient-ils alors imbibés de sang ? De nombreuses questions demeurent sans réponse. Les muscles du cou avaient été entièrement sectionnés du côté droit, alors qu’ils étaient quasiment intacts à gauche, permettant de conclure que l’entaille fut pratiquée du haut vers le bas, de droite à gauche: seul un gaucher manierait la lame ainsi. S’il s’avérait que Théo et Christian Friedrich Bender étaient bien la même personne, cette observation pourrait révéler que Bender fut assassiné. En effet, Théo était droitier.
Lors de l’enquête sur les causes du décès, le corps de Bender fut mesuré, révélant qu’il faisait 1,60 m, soit exactement la taille calculée pour Théo. Malheureusement, les vertèbres cervicales ne se sont pas conservées: on aurait peut-être pu y observer les traces laissées par la lame.
Sara Bender, qui avait le sens des affaires, poursuivit l’exploitation de la verrerie de son défunt mari, grâce à une autorisation particulière. En août 1818, elle épousa le maître verrier Adam Uehlinger, dont elle eut deux autres enfants. Elle décéda le 26 juin 1839, à l’âge de 55 ans, laissant une fortune considérable de presque 20'000 francs.

### Achilles Itin (1786–1816)

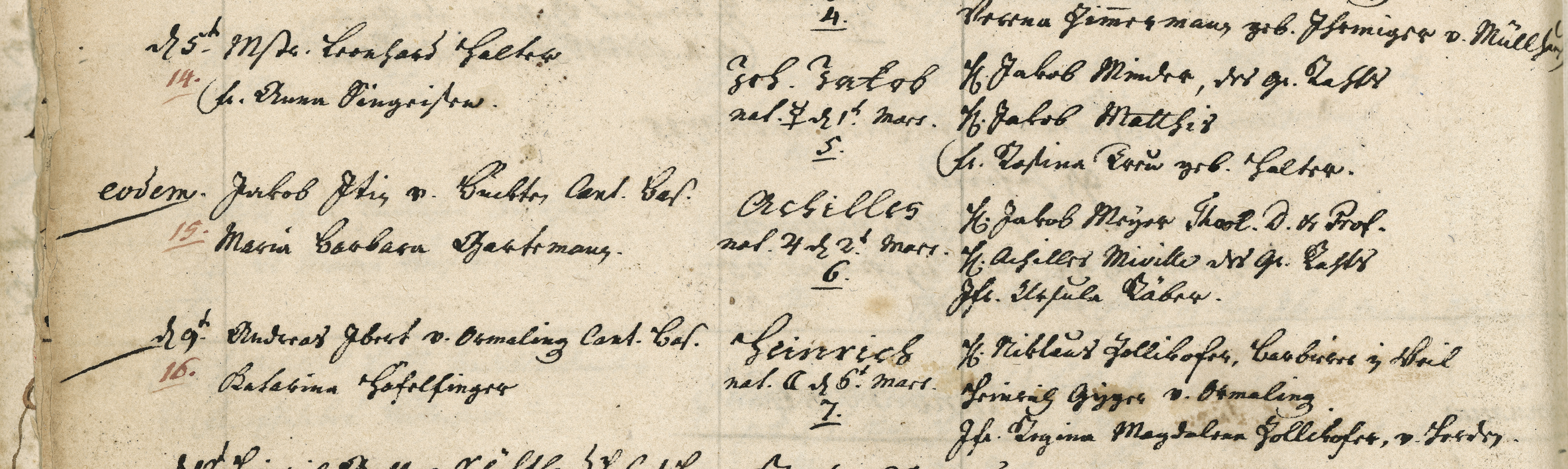
Inscription d’Achilles Itin au registre des baptêmes de l’église Saint-Théodore, datée du 2 mars 1786

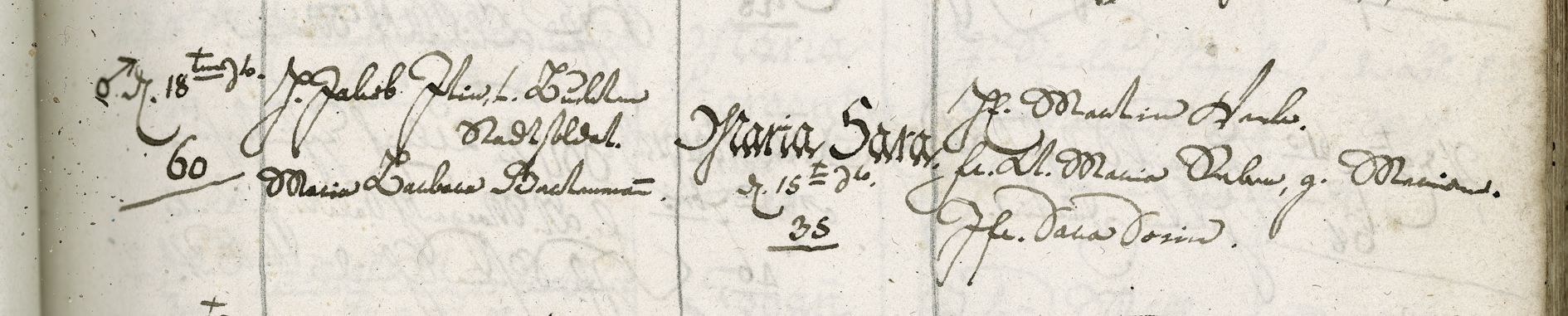
Inscription de Maria Sara Itin au registre de la paroisse Saint-Théodore, datée du 15 août 1835. Il s’agit de la plus jeune sœur d’Achilles Itin. À gauche, entre le nom des parents, il est noté «Stadtsoldat», «soldat de la ville».

Achilles Itin, né à Bâle, était le troisième d’une fratrie de 7. Le registre des baptêmes mentionne le nom de ses parrains, le professeur de théologie Jakob Meyer et le maître teinturier Achilles Miville, qui siégeait au Grand Conseil, peut-être un acte de bienfaisance envers une famille dans le besoin. Achilles Itin fut baptisé le 2 mars 1786 en l’église Saint-Théodore.
La famille sous-louait sans doute deux ou trois pièces d’un bâtiment dans la paroisse de Saint-Théodore, dans le Petit-Bâle, et vivait dans des conditions précaires. Le père était soldat de la ville et devait nourrir une famille de neuf personnes sur un salaire mensuel de dix francs. Son frère, Hans Jakob Itin, travaillait pour la ville en qualité d’aide charretier. On ignore si la ville leur apportait un quelconque soutien financier.
Achilles, célibataire, habitait sans doute dans sa famille d’origine, avec ses sœurs non mariées. En 1811, la plus âgée épousa Isaac Roth, veuf et tisserand de soie. Sur les sept enfants que le couple vit naître, les trois plus jeunes moururent en bas âge. Le deuxième fils, Jacob Conrad Roth, se noya dans le Rhin à l’âge de treize ans. Deux des sœurs d’Achilles eurent chacune une fille née hors mariage. L’une des petites naquit sourde-muette et mit au monde deux enfants illégitimes, qui moururent peu après la naissance. Trois des sœurs demeurées célibataires décédèrent, comme leur père, à l’hôpital des indigents de Liestal.
Achilles Itin, célibataire, mourut à l’âge de 30 ans, le 14 novembre 1816, quelques mois seulement après sa mère. On ignore tout de ses activités professionnelles ou des causes de son décès.

## Reconstitution faciale

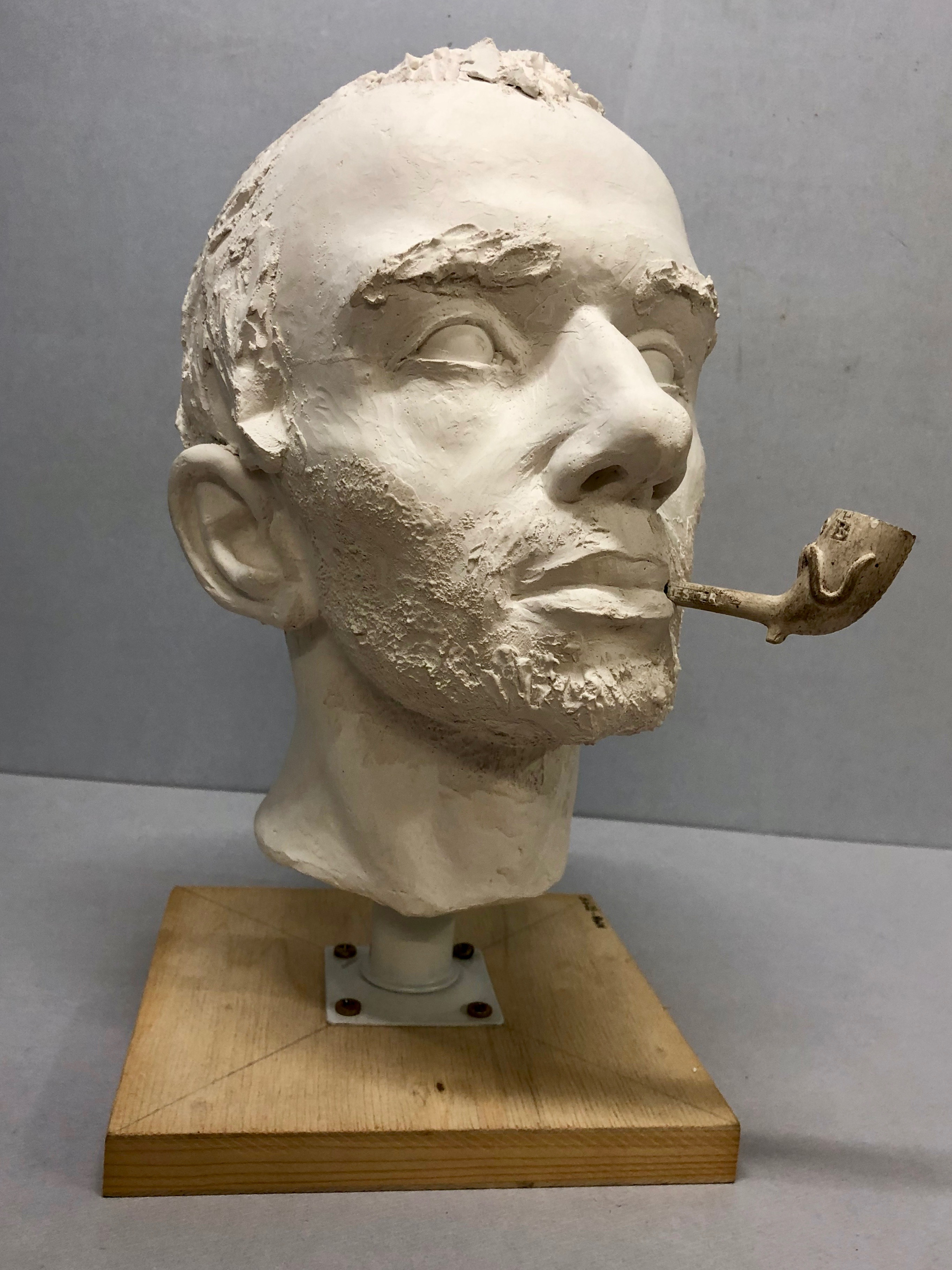
Reconstitution faciale

En 2001, l’historien Fabian Link, sous la direction de Gyula Skultéty, anthropologue et sculpteur, a réalisé une reconstitution faciale de Théo. Link l’a représenté sous les traits d’un homme d’une quarantaine d’années, au visage ridé et marqué par une vie de labeur. Les analyses ultérieures ayant révélé que Théo était mort à 30 ans déjà, Gyula Skultéty réalisa le portrait d’un jeune homme. La reconstitution présente donc une variante plausible de l’aspect que Théo pourrait avoir eu au moment de sa mort.

## Nouvelles analyses génétiques et généalogiques
Grâce au développement de nouvelles méthodes, on est parvenu en 2015, à la Génétique forensique de Berlin, à isoler des fragments d’ADN nucléaire de Théo à partir d’un échantillon d’os. Cette fois-ci, la recherche de descendants se déroulait sur la lignée paternelle. On a pu localiser à Liestal le descendant d’un autre homme entrant en ligne de compte, le chaudronnier Peter Kestenholz. L’étude de son ADN a révélé qu’il n’existait aucun lien de parenté entre ces deux personnes. Un autre candidat a pu être écarté de la liste sous certaines réserves; n’en resta plus que dix.
Lors des recherches sur la ligne masculine, on peut être confronté à un enfant illégitime, dont le père social ignorait qu’il n’était pas de lui. Cette progéniture interrompt la ligne paternelle, puisque l’ADN est étranger. Dans ce cas, il n’est plus possible d’effectuer de concordance génétique. Si, sur un descendant potentiel de Théo, on ne peut attester de lien de parenté, il n’est pas possible d’écarter l’individu de la liste des candidats avec une certitude absolue. Une deuxième trace concernant Achilles Itin mène aux États-Unis. Le contact n’a pas encore pu être établi: une première tentative s’est avérée infructueuse.
Afin d’améliorer les chances de trouver les descendants de Théo, on a séquencé le Génome complet du personnage (Whole Genome Sequence), en collaboration avec l’Université de Potsdam (Institute of Biochemistry and Biology; Adaptive Evolutive Genomik), YSEQ, et la «Forensische Genetik» de Berlin
.
Les données obtenues sont introduites dans les banques de données sur l’ADN, comme GEDmatch qui, au lieu des lignes maternelles et paternelles, recensent près d’un million de marqueurs  autosomiques. À ce jour, le résultat majeur en est que Théo appartient exactement à l’haplogroupe mitochondrial U-3546A de même qu’à l’haplogroupe R (Y-ADN) R1b-S22194 du chromosome Y, avec par ailleurs les mutations privées BY47236 T et BY126769 G.
Du moment qu’on constate des concordances de marqueurs génétiques avec Théo, on va contacter les personnes concernées par écrit. Si celles-ci ont effectivement des ancêtres bâlois, cela pourrait déboucher sur l’identité de Théo. Ce n’est sans doute plus qu’une question de temps: on finira par résoudre l’énigme qui entoure l’identité de Théo.

## Autres champs d’application
- Ce type de procédé est appliqué aujourd’hui avec succès lors d’enquêtes sur des affaires non résolues  En cas d’acte criminel grave, il est possible de démasquer le meurtrier sans connaissances préalables de son identité, sur la base d’anciens échantillons d’ADN.

- Un séquençage du génome d’ADN du noyau cellulaire a été réalisé sur Ötzi[17].